# Ояпоки (микрорегион)

Ояпоки на карте.

Ояпоки (порт. Microrregião de Oiapoque) — микрорегион в Бразилии, входит в штат Амапа. Составная часть мезорегиона Север штата Амапа. Население составляет 29 509 человек (на 2010 год). Площадь — 36 857,069 км². Плотность населения — 0,80 чел./км².

## Демография
Согласно сведениям, собранным в ходе переписи 2010 г. Национальным институтом географии и статистики (IBGE), население микрорегиона составляет:
| Полное население                             | Полное население                             | Полное население                             | Полное население                             | 29 509 |
| -------------------------------------------- | -------------------------------------------- | -------------------------------------------- | -------------------------------------------- | ------ |
| в том числе:                                 | Городское население                          | 21 159                                       | Процент городского населения, %              | 71,70  |
|                                              | Сельское население                           | 8350                                         | Процент сельского населения, %               | 28,30  |
|                                              | Мужское население                            | 15 525                                       | Процент мужского населения, %                | 52,61  |
|                                              | Женское население                            | 13 984                                       | Процент женского населения, %                | 47,39  |
| Плотность населения, чел/км²                 | Плотность населения, чел/км²                 | Плотность населения, чел/км²                 | Плотность населения, чел/км²                 | 0,80   |
| Население микрорегиона в % к населению штата | Население микрорегиона в % к населению штата | Население микрорегиона в % к населению штата | Население микрорегиона в % к населению штата | 4,41   |

## Состав микрорегиона
В составе микрорегиона включены следующие муниципалитеты:
1. Калсуэни
2. Ояпоки